# Паліївка (Шосткинський район)
Палії́вка — село в Україні, у Ямпільській селищній громаді Шосткинського району Сумської області. Населення становить 285 осіб станом на 2019 рік.[джерело?] До 2020 орган місцевого самоврядування — Паліївська сільська рада.

## Географія
Село Паліївка знаходиться на лівому березі річки Усок в центральній частині Шосткинського району, вище за течією на відстані 1,5 км розташоване село Усок. На річці велика загата. До села примикає великий лісовий масив (сосна, дуб). Поруч проходить автомобільна дорога Т 1912.
До районного центру відстань становить 14 км, до залізничної ст. Янпіль - 10 км, до промислового міста Шостка - 8 км.

## Історія
Заснування села Паліївка відноситься до кінця XVI століття. Землі належали монастирю, який знаходився у Гамаліївці
Близькість річки, багаті  пасовища, великі лісові і водні багатства на території нинішньої Паліївки привертали  увагу «біглих людей» з півдня України. Першими поселенцями Паліївки були: Буюн і Ковтун, які поселилися у двох різних кінцях майбутнього села і не знали про існування один одного. Після декількох років проживання, Буюн і Ковтун нарешті зустрілися на ярмарку у Глухові і дізналися, що живуть майже поруч, і їх розділяє тільки густий ліс. Тому вони вирішили прорубати просіку і одружити  власних дітей. Після чого Паліївка почала розростатися, згодом поселився ще один житель на місці де зараз розташована вулиця Заболотівка. Згодом Буюнівка, Ковтунівка і Заболотівка об'єдналися і утворили село. Між жителями виникало багато розбіжностей: через землю, пасовища і вони не знайшли кращого способу вирішення проблем, як палити господарства сусідів. Звідси й походить назва села Паліївка.
За весь час існування в Паліївці не було панства, селяни платили податки у державну скарбницю і тому землі села дуже приваблювали все більше і більше людей. Мальовничі краєвиди  села  припали до душі пану Опаліту(зяту великого землевласника Своєхотова), який збудував тут власний маєток. Це була його своєрідна літня резиденція пана Опаліта. Який часто допомагав школі, та викладав там різні предмети, також допомагав населенню дававши різні цінні поради, лікував домашню худобу. З 1950-х по 1970 роки в маєтку працював пологовий будинок.
Паліївка близько розташована до міста Шостка де з давнього часу працював пороховий завод, і тому багато жителів працювало на заводі. Частина жителів працювала на заводі, частина займалася землеробством, можливо через "менталітет паліївців" більшість  жителів села були багаті, а мешканці інших сіл заздрили цьому, і постійно палили його, що підтверджувало назву села.
Селяни в  Паліївці жили общиною. В селі було побудовано водяний млин, а в 1897 році - церкву, яку перевезли з хутора Гута. В 1861 році збудували школу.
На початку XX століття з 410 дворів тільки 12 мали розмір земельних ділянок від 15 до 20 десятин. 
У роки першої світової війни майже 100 чоловік із села було взято в армію і половина з них не повернулась. 
Після приходу в село  червоних військ і початку колективізації села багато жителів було розкуркулено і відправлено до в'язниці, деяким вдалось виїхати викупивши свої будинки у влади після розкуркулення. Через те, що багато жителів села не хотіли вступати до колгоспу,хтось через заборону віри, хтось не хотів розлучатися із своїм майном, виникає банда Левадного і Кистеня. Вважається що Левадний став проти тодішньої влади через нерозділене кохання. Яке вони ділили з тодішнім головою створюваного колективного господарства. Банду вдалось спіймати у 1923 році через зраду одного із її учасників. Після знищення банди почалась активна колективізація села, усіх одноосібників силою зігнали до колгоспу і люди почали будувати краще майбутнє, як тоді проголошувалось
У 1933 році в селі організували колгосп «Будьонівець».
У 1935 році побудовано нову  будівлю школи, що дало можливість навчатися великій кількості людей.
У 1941 після початку Другої Світової Війни багато жителів села були мобілізовані. З 1941 по 1943 рік у Паліївці перебували німецькі війська та "мадяри" (Румунські війська, які вотували на боці Німеччини). взагалі на території Паліївки в роки окупації боїв не відбувалося, окупаційна влада лояльно ставилася до місцевого населення, навіть дозволили відкрити церкву. 
У 1943 році, коли С. Ковпак розпочав свій знаменитий рейд " Від Путивля до Карпат", партизани звільнили Паліївку з-під окупації, хоча німці потім повернулися на дуже короткий час. Після чого радянська влада повністю забрала все чоловіче населення, які стали повнолітніми звинувативши їх у зраді. Радянська влада навіть хотіла їх розстріляти на місцевому цвинтарі, але через те, що в той час велися дуже запеклі бої, їх відправили на передову до Білорусі.
2 вересня 1943 року 6-а гвардійська стрілецька дивізія звільнила село від німецьких загарбників.
В роки Німецько-радянської війни 256 жителів села загинули на фронтах. Серед них і Герой Радянського Союзу Головач Яків Павлович. Його ім'я носить  місцева школа і вулиця, де він народився і виріс. Будинку, у якому народився  Головач Яків Павлович присвоєно статус пам'ятки воєнної історії місцевого значення.

## Сьогодення
У 2002 році пройшло розпаювання колгоспу «Будьонівець», після якого сільськогосподарське підприємство припинило своє існування. Зараз на території села немає жодного сільськогосподарського утворення. Обробляють і користуються земельним паєм   66 чоловік. Господарі розвивають домашнє підсобне господарство, вирощують сільськогосподарські культури та утримують домашніх тварин.
Станом на 2002 рік функціонує сільський ФАП, поштове відділення, бібліотечна філія Ямпільської ЦБС, клуб, один продуктовий магазин. На території населеного пункту працюють два підприємці.
Школа в 2009 році була розформована. Учнів перевели до Ямпільської ЗОШ І-ІІІ ступенів №2. 
На даний час (2019 рік) в селі працює один підприємець. Функціонують два магазини, клуб, бібліотечна філія Ямпільської ЦБС, сільський ФАП. 
Засновано фольклорний гурток самодіяльності "Паліївчанка", що займає місця на районний, обласний та всеукраїнських конкурсах фольклорного співу. В 2019 році колектив захистив звання "Народний колектив".  
12 червня 2020 року, відповідно до розпорядження Кабінету Міністрів України № 723-р «Про визначення адміністративних центрів та затвердження територій територіальних громад Сумської області», село увійшло до складу Ямпільської селищної громади.  
19 липня 2020 року, в результаті адміністративно-територіальної реформи та ліквідації Ямпільського району, село увійшло до складу новоутвореного Шосткинського району.